# Liste der Schiffe der United States Navy/L

## L-LC
- USS L-1 (SS-40)
- USS L-2 (SS-41)
- USS L-3 (SS-42)
- USS L-4 (SS-43)
- USS L-5 (SS-44)
- USS L-6 (SS-45)
- USS L-7 (SS-46)
- USS L-8 (SS-48)
- USS L-9 (SS-49)
- USS L-10 (SS-50)
- USS L-11 (SS-51)
- USS L. A. Dempsey
- USS L. C. Richmond
- USS L. K. Thurlow
- USS L. Mendel Rivers (SSN-686)
- USS L. Millandon
- USS L. Y. Spear (AS-36)
- USS La Jolla (SSN-701)
- USS La Moure County (LST-1194)
- USS La Porte
- USS La Prade
- USS La Salle (AP-102, AGF-3)
- USS La Vallette (DD-315, DD-448)
- USS Laboon (DDG-58)
- USS Labuan
- USS Laburnum
- USS Lacerta
- USS Lackawanna
- USS Lackawapen (AO-82)
- USS Lackawaxen (AO-82)
- USS Lacosta
- USS Lady Anne
- USS Lady Betty
- USS Lady Doris
- USS Lady Mary
- USS Lady of the Lake (1813)
- USS Lady Prevost
- USS Lady Thorne
- USS Lady Washington (1776)
- USS Laertes
- USS Lafayette (1848, AP-53, SSBN-616)
- USS Lafayette County
- USS Laffey (DD-459, DD-724)
- USS Lagarto (SS-371)
- USS Lagoda
- USS Lagrange
- USS Lakatoi
- USS Lake
- USS Lake Arthur
- USS Lake Benbow
- USS Lake Berdan
- USS Lake Blanchester
- USS Lake Bloomington
- USS Lake Borgne
- USS Lake Bridge
- USS Lake Capens
- USS Lake Catherine
- USS Lake Champlain (1917, CV-39, CG-57)
- USS Lake Charlotte
- USS Lake Clear
- USS Lake Conesus
- USS Lake County
- USS Lake Crescent
- USS Lake Damita
- USS Lake Dancey
- USS Lake Daraga
- USS Lake Dymer
- USS Lake Eckhart
- USS Lake Eliko
- USS Lake Elizabeth
- USS Lake Elsinore
- USS Lake Erie (1917, CG-70)
- USS Lake Fernwood
- USS Lake Forest
- USS Lake Frances
- USS Lake Gakona
- USS Lake Garza
- USS Lake Gaspar
- USS Lake Gedney
- USS Lake Geneva
- USS Lake Harney
- USS Lake Harris
- USS Lake Helen
- USS Lake Huron
- USS Lake Larga
- USS Lake Lasang
- USS Lake Lemando
- USS Lake Lillian
- USS Lake Mary
- USS Lake Michigan
- USS Lake Moor
- USS Lake Ontario
- USS Lake Osweya
- USS Lake Otisco
- USS Lake Pepin
- USS Lake Pewaukee
- USS Lake Placid
- USS Lake Pleasant
- USS Lake Port
- USS Lake Shore
- USS Lake Side
- USS Lake Silver
- USS Lake St. Clair
- USS Lake St. Regis
- USS Lake Sunapee
- USS Lake Superior
- USS Lake Traverse
- USS Lake Tulare
- USS Lake View
- USS Lake Weston
- USS Lake Wimico
- USS Lake Winooski
- USS Lake Wood
- USS Lake Worth
- USS Lake Yahara
- USS Lake Ypsilanti
- USS Lakehurst
- USS Lakeland
- USS Lakewood Victory
- USS Lamar (, APA-47)
- USS Lamberton (DD-119)
- USS Lamoille River (LFR-512)
- USS Lamons
- USS Lamprey (SS-372)
- USS Lamson (DD-18, DD-328, DD-367)
- USS Lancaster (1858, 1862, 1918, AK-193)
- USS Lance
- USS Lancetfish (SS-296)
- USS Lancewood
- USS Lander (LPA-178)
- USS Lang (DD-399, FF-1060)
- USS Langley (CV-1, CVL-27)
- USS Lanier
- USS Lanikai
- USS Laning (LPR-55)
- USS Lansdale (DD-101, DD-426, DD-766)
- USS Lansdowne (DD-486)
- USS Lansing (DER-388)
- USS Lapeer
- USS Lapon (SS-260, SSN-661)
- USS Lapwing
- USS Laramie (AO-203)
- USS Laramie River (LFR-513)
- USS Larch
- USS Larchmont
- USS Lardner (DD-286, DD-487)
- USS Lariat
- USS Lark
- USS Larkspur
- USS Las Vegas Victory
- USS Lash
- USS Lassen (DDG-82)
- USS Latimer
- USS Latona (AF-35)
- USS Laub (DD-263, DD-613)
- USS Lauchlan McKay
- USS Lauderdale
- USS Launcher
- USS Laura Reed
- USS Laurel
- USS Laurens
- USS Laurent Millaudon
- USS Laurentia
- USS Laurinburg
- USS Lavaca
- USS Lavender (DD-448)
- USS Lavinia Logan
- USS Lawford (, , , , )
- USS Lawrence (1812, 1843, DD-8, DD-250, DDG-4)
- USS Lawrence C. Taylor (DE-415)
- USS Lawrence County
- USS Lawrence H. Gianella (AOT-1125)
- USS Laws (DD-558)
- USS Lawson
- USS Lawton
- USS Laysan Island (ARST-1)
- USS LCPL Roy M. Wheat (AK-3016)

## Le
- USS Lea (DD-118)
- USS Leader (, MSO-490)
- USS League Island
- USS Leahy (CG-16)
- USS Leary (, DD-879)
- USS Lebanon
- USS Lee
- USS Lee County
- USS Lee Fox (APD-45)
- USS Leedstown
- USS Leftwich (DD-984)
- USS Legare
- USS Legonia II
- USS LeHardy
- USS Lehigh (1863, AK-192)
- USS Lejeune
- USS Lelaka
- USS Leland E. Thomas (DE-420)
- USS Lenape
- USS Lenapee
- USS Lenawee
- USS Lenoir
- USS Leo
- USS Leon
- USS Leonard F. Mason (DD-852)
- USS Leonard Wood
- USS Leonidas
- USS Leonie
- USS Leonis
- USS Leopard
- USS Leopold
- USS LeRay Wilson (DE-414)
- USS Leroy Grumman (AO-195)
- USS Leslie
- USS Leslie L. B. Knox (DE-580)
- USS Lester (DE-1022)
- USS Lesuth
- USS Letter B
- USS Leutze (DD-481)
- USS Lev III
- USS Levant (1837)
- USS Levi Woodbury
- USS Leviathan
- USS Levisa
- USS Levy (DE-162)
- USS Lewis (DE-535)
- USS Lewis and Clark (SSBN-644, T-AKE-1)
- USS Lewis B. Puller (FFG-23)
- USS Lewis Hancock (DD-675)
- USS Lewis K. Thurlow
- USS Lexington (1776, 1825, 1861, CV-2, CV-16)
- USS Lexington II
- USS Leyden
- USS Leyte (1887, ARG-8, CV-32)
- USS Leyte Gulf (CG-55)

## Li-Ll
- USS Liberator
- USS Libertad
- USS Liberty (1775, 1918, AGTR-5)
- USS Liberty Belle
- USS Liberty III (SP-1229)
- USS Libra (LKA-12)
- USS Liddle (DE-76, APD-60)
- USS Lightfoot
- USS Lightning
- USS Lignite
- USS Liguria
- USS Lilac
- USS Lilian
- USS Lillian Anne
- USS Lillian II
- USS Lillie B
- USS Lily
- USS Limestone
- USS Limpkin (, MSC-195)
- USS Linaria
- USS Lincoln County
- USS Lincoln Salvor
- USS Linda
- USS Linden
- USS Lindenwald
- USS Lindsey (DD-771/DM-32)
- USS Ling (SS-297)
- USS Lingayen
- USS Linn County
- USS Linnet
- USS Linta
- USS Lioba
- USS Lioness
- USS Lionfish (SS-298)
- USS Lipan (ATF-85)
- USS Liscome Bay (CVE-56)
- USS Liston
- USS Litchfield
- USS Litchfield County (LST-901)
- USS Little (APD-4, DD-803)
- USS Little Ada
- USS Little Aie
- USS Little Belt (1812)
- USS Little Brothers
- USS Little Compton
- USS Little Rebel
- USS Little Rock (CL-92, LCS-9)
- USS Little Sisters
- USS Littlehales (AGS-52)
- USS Lively
- USS Livermore (DD-429)
- USS Livingston (AP-163)
- USS Lizardfish (SS-373)
- USS Lloyd (DE-209/APD-63)
- USS Lloyd E. Acree (DE-356)
- USS Lloyd Thomas

## Lo
- USS Locator
- USS Lockwood (FF-1064)
- USS Locust
- USS Lodestone (ADG-8)
- USS Lodona
- USS Loeser
- USS Lofberg (DD-759)
- USS Logan (LPA-196)
- USS Logan's Fort
- USS Loggerhead (SS-374)
- USS Logic
- USS Lomado
- USS Lone Jack
- USS Lone Wall
- USS Long (DD-209)
- USS Long Beach (AK-9, PF-34, CGN-9)
- USS Long Island (SP-572, CVE-1, SSN-809)
- USS Longshaw (DD-559)
- USS Longspur
- USS Longview (AGM-3)
- USS Lonoto
- USS Lookout
- USS Lorain County (LST-1177)
- USS Lorikeet
- USS Loring
- USS Los Alamos
- USS Los Angeles (1917, ZR-3, CA-135, SSN-688))
- USS Lossie
- USS Lot M. Morrill
- USS Louden
- USS Lough
- USS Louis
- USS Louis McLane
- USS Louise No. 2
- USS Louisiana (1812, 1861, BB-19, BB-71, SSBN-743)
- USS Louisville (1862, CA-28, SSN-724)
- USS Lovelace
- USS Lovering
- USS Lowe
- USS Lowell
- USS Lowndes (LPA-154)
- USS Lowry (DD-770)
- USS Loy (DE-160/APD-56)
- USS Loyal (AGOS-22)
- USS Loyalty (, MSO-457)

## Lst-Ly
- USS Lt. George W. G. Boyce (AK-251)
- USS Lt. James E. Robinson (AKV-3)
- USS Lt. Raymond O. Beaudoin (AP-189)
- USS Lt. Robert Craig (AK-252)
- USS LTC John U. D. Page (AK-4496)
- USS Lu-O-La (SP-520)
- USS Lubbock (APA-197)
- USS Luce (DD-99, DD-522, DDG-38)
- USS Luce Bros (SP-846)
- USS Lucia (1912)
- USS Lucid (AM-259, MSO-458)
- USS Lucidor (AF-45)
- USS Lucille Ross (SP-1211)
- USS Ludington (PC-1079)
- USS Ludlow (1808, DD-112, DD-438)
- USS Luella (1917)
- USS Luiseno (ATF-156)
- USS Lumen (AKA-30)
- USS Luna (AKS-7)
- USS Lunga Point (CVE-94)
- USS Lupin (1861)
- USS Lupine (WAGL-230)
- USS Luster (IX-82)
- USS Luzerne (APA-243)
- USS Luzerne County (LST-902)
- USS Luzon (PG-47, ARG-2)
- USS Lycoming (APA-155)
- USS Lydia (SP-62, 1902)
- USS Lydia III (SP-676)
- USS Lydonia (SP-700)
- USS Lykens (SP-876)
- USS Lyman (DE-302)
- USS Lyman County (LST-903)
- USS Lyman K. Swenson (DD-729)
- USS Lynch (, AGOR-7)
- USS Lynchburg (AO-154)
- USS Lynde McCormick (DDG-8)
- USS Lyndonia (SP-734)
- USS Lyndon B. Johnson (DDG-1002)
- USS Lynn (AG-182)
- USS Lynnhaven (YF-328)
- USS Lynx (1814, SP-2, AK-100)
- USS Lynx II (SP-730)
- USS Lyon (AP-71)
- USS Lyon County (LST-904)
- USS Lyra (AK-101)